# Telling Me Lies
«Telling Me Lies» — песня, сочинённая Линдой Томпсон и Бетси Кук и получившая наибольшую известность в 1987 году в исполнении трио кантри-певиц Долли Партон, Линды Ронстадт и Эммилу Харрис. Текст произведения отсылает к разводу Томпсон с музыкантом Ричардом Томпсоном.
Композиция вошла в совместный альбом исполнительниц, Trio, а затем в качестве сингла достигла строчки № 3 в американском хит-параде Hot Country Songs. На этом фоне Томпсон и Кук получили награду BMI Country Awards как авторы одной из самых ротируемых кантри-песен года.

## История
Песня была написана Линдой Томпсон совместно с Бетси Кук после тяжёлого для Томпсон развода с Ричардом Томпсоном, являвшимся в 1970-е годы также её музыкальным партнёром, и повествовала о переживании опустошающей любовной утраты. Сюжет композиции подавался как рассказ женщины, не раз пытавшейся сохранить отношения с мужчиной, который не был с ней честен. Произведение появилось на сольной пластинке Томпсон One Clear Monent (1985), а затем его для своего совместного диска Trio (1987) записали Долли Партон, Линда Ронстадт и Эммилу Харрис.
Как и песню «To Know Him Is to Love Him», ранее ставшую первым синглом в поддержку альбома певиц, «Telling Me Lies» в проект принесла Харрис. Основную вокальную партию на этот раз исполнила Ронстадт, тогда как Партон и Харрис спели гармонии в припевах. Сохраняя общие стилистические очертания музыки кантри, композиция в адаптации артисток в основном следовала в поп-стилистике, перекликавшейся с сольными поп-релизами Ронстадт того времени. Наряду с «I’ve Had Enough» авторства Кейт и Анны Макгерригл, произведение Томпсон и Кук также являлось одним из двух номеров на пластинке Trio, записанных при участии струнного оркестра (дирижёром и аранжировщиком оркестровых партий выступил Дэвид Кэмпбелл). Кроме того, среди музыкантов, аккомпанировавших певицам в этом треке, присутствовал гитарист Альберт Ли, игравший в оригинальной томпсоновской версии песни.
Сингл «Telling Me Lies» с треком «Rosewood Casket» на обратной стороне вышел в мае 1987 года. Релиз стал первым кантри-синглом, выпущенным Warner Bros. Records на компакт-диске (и третьим по счёту CD-синглом этого лейбла вообще), и был разослан на радиостанции, транслировавшие музыку в форматах кантри, adult contemporary и Топ-40. В американских чартах Hot Country Songs и Adult Contemporary номер в итоге достиг позиций № 3 и № 35 соответственно. На этом фоне Томпсон и Кук получили награду BMI Country Awards как авторы одной из самых ротируемых кантри-песен года. О том, как успех произведения отразился на её благосостоянии, Томпсон в 2023 году вспоминала так: «Впервые в жизни я заработала кучу денег! Это было время, когда мы всё ещё получали роялти. Так что неожиданно мне стали приходить эти огромные чеки. Благослови господь Долли Партон, Линду Ронстадт, Эммилу Харрис и альбом Trio».

## Оценки
Редакторы журнала Billboard, назвав «Telling Me Lies» меланхоличным перечнем мужских пороков, заключили: «Немного затянута, но должна найти много благодарных слушателей на радио». Обозреватели издания Cash Box описали номер как «памятник женской душевной боли», отметив, что страдание в тексте композиции пронзительно контрастирует с меланхоличной сладостью трёх голосов, гармонизирующих в тоскливой мелодии. В следующей рецензии они также обозначили трек как спокойную и мелодичную кантри-песню с хорошим сочетанием голосов, мягко ругающую слушателя, и выделили умиротворяющую аранжировку — мягкий басовый саунд в комбинации с лёгким звучанием струнного оркестра — равно как работу Джорджа Массенберга, обеспечившего песне идеальное продюсирование и выдающееся сведение. «Долли, Линда и Эммилу вновь покорили наши сердца», — подытожили редакторы. Вместе с тем обозреватель австралийской газеты The Age Венди Туохи описала номер как «кусание кулаков», «крайне мучительное музыкальное нытьё» и «неуклюже-медленное кантри-судилище над мужиками», передав мораль трека так: «Не связывайтесь с мужчинами, которым не чужды измены». «Теперь, когда я объяснила вам, в чём суть, вам не придётся слушать это самим», — заключила журналистка.
Музыкальный критик газеты The New York Times Джон Рокуэлл назвал «Telling Me Lies» лучшим сольным выступлением Ронстадт в альбоме Trio, описав песню как мягкий, но постепенно набирающий силу гимн на манер госпела, напоминающий лучшие баллады певицы конца 1970-х годов — «Down So Low» и «Someone to Lay Down Beside Me». В свою очередь обозреватель портала Pitchfork Эллисон Хасси назвала номер кладом, зарытым в обширном каталоге Ронстадт. Рецензент газеты The Orlando Sentinel Том Даффи охарактеризовал композицию как одну из наиболее волнующих баллад, записанных Ронстадт за годы, отметив, что добиться такого результата артистке помог фортепианный аккомпанемент Билла Пэйна. Редактор новозеландского журнала Rip It Up Марк Кеннеди также счёл «Telling Me Lies» наиболее убедительным выступлением Ронстадт за последнее время. Аналогичным образом обозреватель канадской газеты The Vancouver Sun Хестер Ричес охарактеризовала трек как лучшую работу Ронстадт за годы. Со своей стороны поп-критик газеты The Cincinnati Enquirer Клифф Рэйдел написал, что исполняя строки «You don’t know what a man is until you have to please one» то яростно, то с горечью, то подавленно, то с усталостью от жизни, Ронстадт делает песню Томпсон венцом всего альбома Trio.
Рецензент газеты The Indianapolis Star Том Лукас отметил, что в «Telling Me Lies» у Ронстадт, в основном пребывающей в альбоме не на своём месте, наконец-то получается заставить слушателя сесть и прислушаться к ней: на фоне роскошных оркестровки и текста, а также в сопровождении вокальных аккордов Партон и Харрис, от которых по спине бегут мурашки, Ронстадт удаётся добиться не наблюдавшейся у неё ранее уязвимости в голосе, и вместо того, чтобы своей потрясающей вокальной мощью заглушить нюансы произведения, она использует её, чтобы усилить их. «И этот эффект леденит душу», — заключил Лукас. Кантри-журналист Роберт Оерманн в статье для газеты The Tennessean назвал «Telling Me Lies» великолепной и мелодически наиболее сложной песней на лонгплее, в которой все три голоса наполняются скорбным величием. Обозреватель издания High Fidelity Дэвид Браун оценил запись как один из ярчайших моментов диска, заметив однако, что по сути это сольный номер — то есть совсем не то, чем должен знаменоваться проект Trio. По оценке журналиста газеты The Miami Herald Ларри Маротты, работа певиц как ансамбля, напротив, предстаёт в песне в лучшем виде, и когда они поют «I cover my ears, I close my eyes / Still hear your voice and it’s telling me lies» в припеве, то звучат поистине убедительно.

## Позиции в чартах
Еженедельные чарты
| Чарт (1987)                          | Высшая позиция | Прим.  |
| ------------------------------------ | -------------- | ------ |
| США, Billboard, Hot Country Songs    | 3              | [ 26 ] |
| США, Billboard, Adult Contemporary   | 35             | [ 27 ] |
| США, Cash Box, Country Singles       | 8              | [ 28 ] |
| США, Radio & Records, Country Top 50 | 4              | [ 29 ] |
| Канада, RPM, Country Singles         | 6              | [ 30 ] |
| Канада, RPM, Adult Contemporary      | 6              | [ 31 ] |

Ежегодные чарты
| Чарт (1987)                                 | Позиция | Прим.  |
| ------------------------------------------- | ------- | ------ |
| США, Radio & Records, Country Top 87 of ‘87 | 74      | [ 32 ] |
| Канада, RPM, Top 100 Country Singles        | 84      | [ 33 ] |

## Награды
Премия «Грэмми»
Награда Национальной академии искусства и науки звукозаписи.
| Год  | Категория             | Номинант                  | Итог      | Прим.  |
| ---- | --------------------- | ------------------------- | --------- | ------ |
| 1988 | «Лучшая кантри-песня» | Линда Томпсон и Бетси Кук | Номинация | [ 17 ] |

BMI Country Awards
Награда компании BMI авторам наиболее ротируемых кантри-песен года (в период с 1 апреля 1987-го по 31 марта 1988-го).
| Год  | Категория               | Номинант                  | Итог   | Прим.  |
| ---- | ----------------------- | ------------------------- | ------ | ------ |
| 1988 | Citation of Achievement | Линда Томпсон и Бетси Кук | Победа | [ 11 ] |

## Персонал
- Пелал-стил — Стив Фишелл
- Акустическая гитара — Альберт Ли
- Акустическая гитара — Дэвид Линдли
- Акустическое и электропианино — Билл Пэйн
- Ударные — Расс Канкел
- Электрический бас — Кенни Эдвардс
- Оркестровка и дирижирование — Дэвид Кэмпбелл
- Концертмейстер — Чарльз Вил
- Аранжировка вокала — Херб Педерсен

## Полезные ссылки
- «Telling Me Lies» в авторском исполнении Линды Томпсон (аудио) на YouTube